# Rubus biflorus
Rubus biflorus är en rosväxtart som beskrevs av Buch.-ham. och James Edward Smith. Rubus biflorus ingår i släktet rubusar, och familjen rosväxter.

## Underarter
Arten delas in i följande underarter:
- R. b. adenophorus
- R. b. pubescens